# Epierus binasutus
Epierus binasutus är en skalbaggsart som beskrevs av Cooman 1935. Epierus binasutus ingår i släktet Epierus och familjen stumpbaggar. Inga underarter finns listade i Catalogue of Life.